# James Callaghan
Lord Leonard James Callaghan, barone Callaghan di Cardiff, comunemente noto come Jim Callaghan (Portsmouth, 27 marzo 1912 – Lewes, 26 marzo 2005), è stato un politico e militare britannico.
Ha fatto parte del Partito Laburista.
È stato Primo ministro del Regno Unito dal 5 aprile 1976 al 4 maggio 1979 sostituendo Harold Wilson al numero 10 di Downing Street in un momento assai delicato per la storia del Regno Unito. Come Primo ministro, ha avuto alcuni successi, ma è ricordato principalmente per l'"Inverno del malcontento" del 1978-1979. Durante un inverno molto freddo, la sua battaglia con i sindacati ha portato a immensi scioperi che hanno gravemente disturbato il pubblico, portando alla sua sconfitta nelle elezioni generali a favore del leader conservatore Margaret Thatcher.
Callaghan è ad oggi l'unico politico della storia britannica che detiene i cosiddetti "Grandi uffici statali": è stato Cancelliere dello Scacchiere tra il 1964 e il 1967, Segretario di Stato per gli affari interni (ministro degli Interni) tra il 1967 e 1970 e Segretario di Stato per gli affari esteri e del Commonwealth (ministro degli esteri) dal 1974 fino alla sua elezione a primo ministro nel 1976, assumendosi la responsabilità di rinegoziare i termini di appartenenza del Regno Unito alle Comunità europee e sostenendo il voto "Sì" nel referendum del 1975 per rimanere nella Comunità europea.
Durante il periodo sotto il ministero delle finanze, l'economia britannica si trovava in una situazione difficile: doveva affrontare un deficit nella bilancia dei pagamenti e difficoltà monetarie. Nel novembre 1967 il governo fu costretto a svalutare la sterlina britannica anche se in precedenza aveva dichiarato che tale misura non sarebbe stata necessaria. Callaghan ha rassegnato le dimissioni ma ha finito per scambiare la sua posizione con Roy Jenkins. In qualità di Segretario di Stato per gli affari interni Callaghan ha inviato le forze armate a sostegno della polizia dell'Irlanda del Nord.
Ha continuato a vivere più a lungo di qualsiasi altro primo ministro britannico nella storia (92 anni e 364 giorni).

## Biografia
Nacque a Portsmouth il 27 marzo 1912; il suo nonno paternale stato un immigrante irlandese. Ottenne il diploma di scuola superiore ma non poté permettersi di accedere all'università. Dall'età di 17 anni lavorò come ispettore fiscale; si batté per creare un sindacato nel suo settore, di cui poi diventò membro dell'esecutivo nazionale. Nel 1931 entrò nel Partito Laburista. Il suo attivismo a livello sindacale lo portò in contatto con alcuni dirigenti laburisti, che lo spinsero a candidarsi in Parlamento. Intanto, però, con lo scoppio della Seconda guerra mondiale, si arruolò nella Marina britannica, da cui fu costretto a ritirarsi a causa della tubercolosi, malattia da cui guarì poco dopo. Servì, quindi, nell'Ammiragliato.

## Carriera politica
Nel 1945, i laburisti vinsero le elezioni e Callaghan, candidato a Cardiff, fu eletto alla Camera dei Comuni (seggio che terrà ininterrottamente fino al 1987). Nel 1947 diventò Segretario parlamentare al Ministero dei Trasporti, contribuendo ad importanti miglioramenti per la sicurezza stradale, come l'introduzione delle strisce pedonali. In seguito divenne Segretario parlamentare e finanziario all'Ammiragliato. La sua popolarità tra i parlamentari laburisti fece sì che tra il 1951 ed il 1964 fece costantemente parte del Governo ombra, di cui dal 1961 ricoprì il ruolo di Cancelliere dello Scacchiere. Quando il segretario laburista Hugh Gaitskell morì nel 1963, si candidò per sostituirlo, ma arrivò soltanto terzo.
Quando il Labour vinse le elezioni nel 1964, Callaghan divenne Cancelliere dello Scacchiere in una situazione di crisi economica; egli cercò, quindi, di stabilizzare l'economia aumentando le tasse, cercando di contenere la spesa pubblica ed ottenendo prestiti per evitare una svalutazione della Sterlina britannica, che però fu costretto ad accettare nel 1967. Per questo motivo si dimise dalla carica, ma subito dopo venne nominato Ministro degli interni; dovette così fronteggiare il nascente conflitto in Irlanda del Nord, decidendo, su richiesta del locale governo unionista, di inviare l'esercito. Nel 1968 Callaghan promosse una restrittiva legge sull'immigrazione, rispondendo alle preoccupazioni dell'opinione pubblica per una possibile "invasione". Nello stesso anno, approvò una legge contro le discriminazioni su base etnica.
Nel 1970 il Labour tornò di nuovo all'opposizione; in questo periodo, Callaghan teorizzò l'idea di un "contratto sociale" tra governo e Trade Unions e si oppose all'entrata della Gran Bretagna nella CEE. Nel 1974 tornò al governo; ricoprì il ruolo di Ministro degli Esteri, rinegoziando i termini dell'adesione britannica al Mercato comune. Nel 1976 Harold Wilson si dimise dalla carica di primo ministro; nonostante l'età piuttosto avanzata, Callaghan riuscì ad imporsi come successore.

### Primo ministro britannico

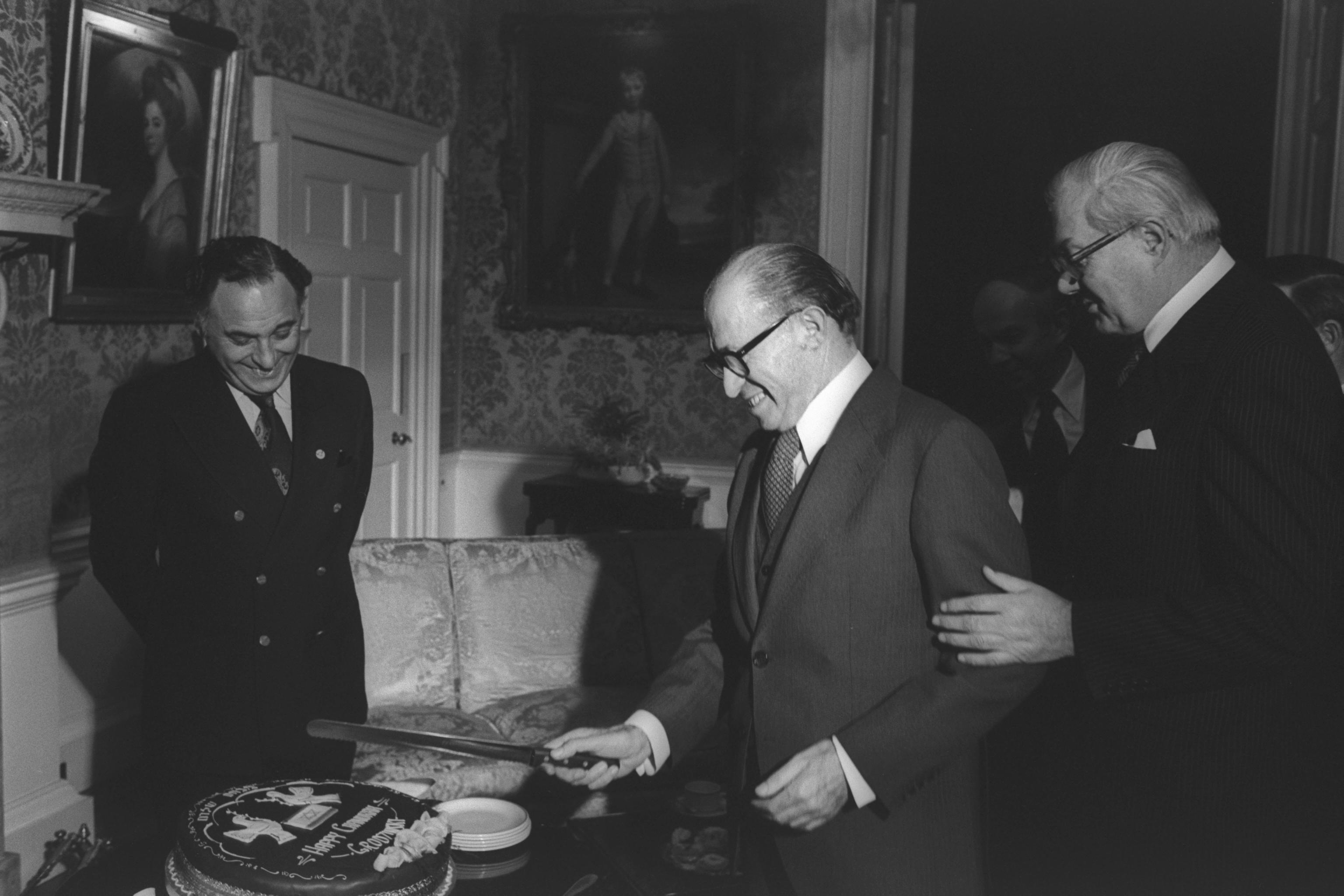
Callaghan e Menachem Begin in occasione della Chanukkah (1977).

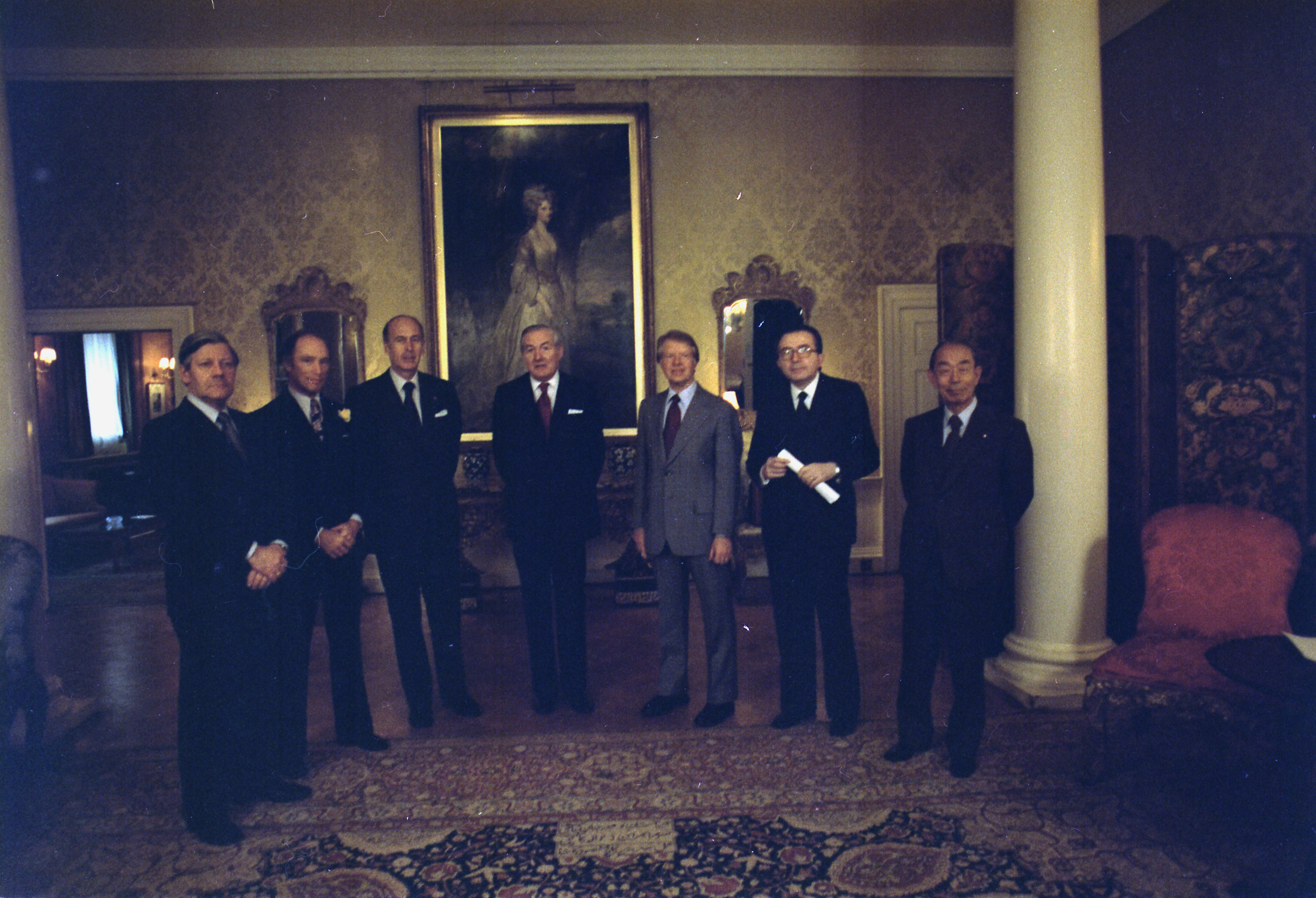
Helmut Schmidt, Pierre Trudeau, Valéry Giscard d'Estaing, James Callaghan, Jimmy Carter, Giulio Andreotti e Takeo Fukuda al summit del G7 nel 1977.

Ricoprendo questo ruolo, Callaghan si ritrovò in una difficilissima posizione: da un lato, la maggioranza laburista di soli 2 deputati svanì e quindi il governo si ritrovò in minoranza, dall'altro, il paese si trovava in una situazione di persistente crisi economica e di crescente radicalizzazione dei sindacati. Riguardo al primo problema, Callaghan fu costretto a negoziare con i partiti minori (i liberali, con il "Patto Lib-Lab", ed i partiti regionali, ai quali dovette concedere l'indizione di un referendum sulla devoluzione). Nonostante le difficoltà, nell'autunno 1978 il Labour rimaneva in vantaggio sui conservatori; uno dei più grandi errori politici di Callaghan fu quello di non indire elezioni anticipate allora.
Subito dopo, infatti, seguì il cosiddetto "Inverno dello Scontento", periodo tra il 1978 ed il 1979 caratterizzato da una forte conflittualità sindacale (causata dalla limitazione dei salari imposta dal governo per contenere l'inflazione). L'incapacità del governo nel contenere gli scioperi, che gettarono il paese nel caos, portò ad una mozione di sfiducia contro Callaghan, che passò per un solo voto. Le elezioni che seguirono videro un'ampia vittoria dei conservatori guidati da Margaret Thatcher.
Callaghan si dimise da leader del partito 18 mesi dopo le elezioni, dopo essere stato indebolito dall'ala sinistra del suo partito, diventata ormai maggioritaria all'interno del Labour.
Si ritirò dalla Camera dei Comuni nel 1987 dopo aver rappresentato il collegio di Cardiff South (1945—1950), Cardiff South East (1950—1983) e Cardiff South and Penarth (1983—1987), e subito dopo fu nominato membro a vita nella Camera dei Lord.
Callaghan morì nella sua fattoria nell'East Sussex il 26 marzo 2005. Il giorno seguente avrebbe compiuto 93 anni (il che lo rende il primo ministro britannico più longevo). Il corpo di Callaghan è stato cremato, le sue ceneri sparse in un'aiuola della statua di Peter Pan fuori dal Great Ormond Street Hospital di Londra. Lady Callaghan era stata per molti anni presidente del consiglio di amministrazione del Great Ormond Street Hospital.